# Armée des Alpes
L'Armée des Alpes (letteralmente Esercito delle Alpi) era uno degli eserciti rivoluzionari francesi esistito tra il 1792 al 1797 e dal luglio all'agosto del 1799; ricostituito nel 1815 e nel 1848 il nome venne poi usato per l'armata dell'esercito francese che nel corso della seconda guerra mondiale ha combattuto lungo il confine italo-francese.

## Storia
L'Armée des Alpes venne costituita con decreto della Convenzione nazionale del 1 ° ottobre 1792 che divideva l'Armée du Midi nell'Armée des Alpes e l'Armée des Pyrénées.
Con decreto exécutif del 1º novembre 1792 l'Armée des Alpes venne a sua volta divisa tra l'Armée de Savoie e l'Armée d'Italie.
Seguendo i decreti del 27-29 novembre 1792 che portarono la Savoia nella prima repubblica francese sotto il nome di dipartimento del Monte Bianco, l'Armée de Savoie riprese la denominazione di Armée des Alpes, che l'8 agosto 1793 venne separata nell'Armée des Alpes e nel Camp devant Lyon, per poi riunirsi nuovamente il 29 novembre 1793, mentre una parte dell'Armée des Alpes e una parte dell'Armée d'Italie dal 4 settembre al 25 dicembre 1793 costituirono l'Armée devant Toulon che riconquistò la città di Tolone, dopo che i lealisti monarchici si erano impadroniti della città e ne avevano lasciato il controllo ai britannici. L'Armée des Alpes venne soppresso con decreto del 21 agosto 1797 (21 Fructidor anno V), entrato in vigore il 13 settembre, con i suoi uomini e il suo teatro operativo trasferito all'Armée d'Italie.
Tra i suoi comandanti degni di nota Anne-Pierre de Montesquiou-Fézensac, François Christophe Kellermann e Alexandre Dumas padre dello scrittore Alexandre Dumas.
Ricostituita il 27 luglio 1799, il 29 agosto 1799 venne incorporata nell'Armée d'Italie.
Durante i cento giorni, Napoleone attivò l'Armée des Alpes affidandone il comando al Maresciallo Louis Gabriel Suchet. La forza consisteva in due divisioni regolari di fanteria, una divisione di cavalleria, tre divisioni della guardia nazionale e artiglieria annessa.
L'Armée des Alpes venne ricostituita nel 1848, quando i moti rivoluzionari francesi del febbraio 1848 contro la monarchia di Luigi Filippo e la conseguente proclamazione della seconda Repubblica francese, il 24 febbraio 1848 e lo scoppio di moti rivoluzionari nella primavera del 1848 in tutta Europa, suscitarono preoccupazione tra le diplomazie degli stati europei europei. Lo zar di Russia, Nicola I, il re di Sardegna Carlo Alberto, la regina d'Inghilterra Vittoria e l'imperatore d'Austria Ferdinando I stipilarono un'alleanza difensiva, vista a sua volta dal nuovo governo rivoluzionario francese come una minaccia. Per far fronte a questa minaccia, il governo provvisorio fu costretto a rafforzare la difesa dei confini e con decreto del 7 aprile 1848 venne costituita l'Armée des Alpes.
L'Armée des Alpes era costituita da tre divisioni agli ordini del generale Nicolas Oudinot il cui quartier generale era a Grenoble:
- La 1ª Divisione comandata dal generale Marie-Alphonse Bedeau, collocata tra Grenoble e Romans-sur-Isère con la sede principale a Grenoble;
- La 2ª Divisione comandata dal generale Achille Baraguey d'Hilliers stanziata a Lione;
- La 3ª Divisione comandata dal generale Bernard Pierre Magnan dislocata a Mâcon, Bourg-en-Bresse e Tournus con quartier generale a Mâcon;
- La Divisione di cavalleria sotto il generale Oudinot era dislocata tra Lione, Vienne e Givors con quartier generale a Vienne.

Nel maggio 1848 venne aggiunta una quarta divisione, forte di 13000 uomini e dislocata nella valle della Durance di Avignone e a Briançon.
Da 30.000 uomini, l'Armée des Alpes raggiunse alla fine di maggio 60.000 uomini.
Originariamente costituito per proteggere il confine alpino con la penisola italiana, l'Armée des Alpes venne rafforzata nel maggio 1848 per correre in aiuto del Regno di Sardegna che era sceso in guerra contro l'Impero austriaco nel quadro della prima guerra d'indipendenza italiana.
L'insurrezione del giugno 1848 costrinse la 3ª e la 4ª Divisione a mettersi a disposizione della 1ª Divisione militare di Parigi e la 1ª Divisionea e la Divisione di cavalleria a mettersi a disposizione della 2ª Divisione militare di Lione. Così indebolito nei compiti di polizia, l'Armée des Alpes era nell'impossibilità di intervenire in Italia e quando il generale Oudinot ordino ai suoi uomini di prendere posizione pronte ad intervenire in soccorso dell'Armata sarda, che sconfitta a Custoza era stata costretta alla ritirata, l'intervento dell'Armée des Alpes venne meno in seguito all'armistizio firmato a Vigevano, tra il Regno di Sardegna e l'Impero austriaco dal generale Canera di Salasco.

## Seconda guerra mondiale
All'inizio della seconda guerra mondiale 4ª armata francese che rappruppava le divisioni dell'esercito francese di stanza nelle Alpi dal dicembre 1939 al giugno 1940, venne designata Armée des Alpes, con sede a Valence e posta al comando del generale René Olry. L'Armée des Alpes difese la frontiera sud-orientale della Francia con l'Italia, presidiando le fortificazioni della Linea Maginot alpina.
L'esercito francese si arrese alla fine di giugno del 1940. Di fronte all'inesorabile avanzata della Wehrmacht, il governo di Philippe Pétain chiese l'armistizio alle potenze dell'Asse, siglato il 22 giugno con i tedeschi il 22 giugno 1940 l'armistizio di Compiègne e pur avendo respinto le forze italiane sul fronte alpino i francesi siglarono a Roma l'armistizio con l'Italia il 24 giugno 1940, che entrò in vigore il giorno seguente, sancendo così la fine delle ostilità e l'inizio dell'occupazione italiana della Francia meridionale.
Dopo la liberazione di Parigi del 25 agosto 1944 il generale De Gaulle ricostituì l'esercito francese e dopo aver richiamato in servizio il 1 ° febbraio 1945 il generale Doyen gli affidò il 21 marzo 1945 l'incarico di ispettore generale delle truppe di montagna lungo il confine italo-francese. Le divisioni francesi che operarono lungo il confine italo-francese vennero raggruppate nell'Armée des Alpes che tra la fine di aprile e l'inizio di maggio 1945 prese parte all'invasione francese dell'Italia, ma le truppe francesi vennero fermate a La Thuile dagli alpini della Fiamme Verdi del CLNAI e della Divisione alpina "Monterosa" dell'Esercito Nazionale della Repubblica Sociale Italiana, in un'insolita alleanza tra partigiani italiani e soldati della Repubblica Sociale Italiana.